# 斯穆爾 (亞利桑那州)
斯穆爾（英語：Smurr）是位於美國亞利桑那州馬里科帕縣的一個非建制地區。該地的面積和人口皆未知。

## 地理
斯穆爾的座標為32°55′43″N 112°49′17″W / 32.92861°N 112.82139°W，而該地的平均海拔高度為223米（即732英尺）。